# Calibre 4
 (janvier 2013).
Si vous disposez d'ouvrages ou d'articles de référence ou si vous connaissez des sites web de qualité traitant du thème abordé ici, merci de compléter l'article en donnant les références utiles à sa vérifiabilité et en les liant à la section « Notes et références ».

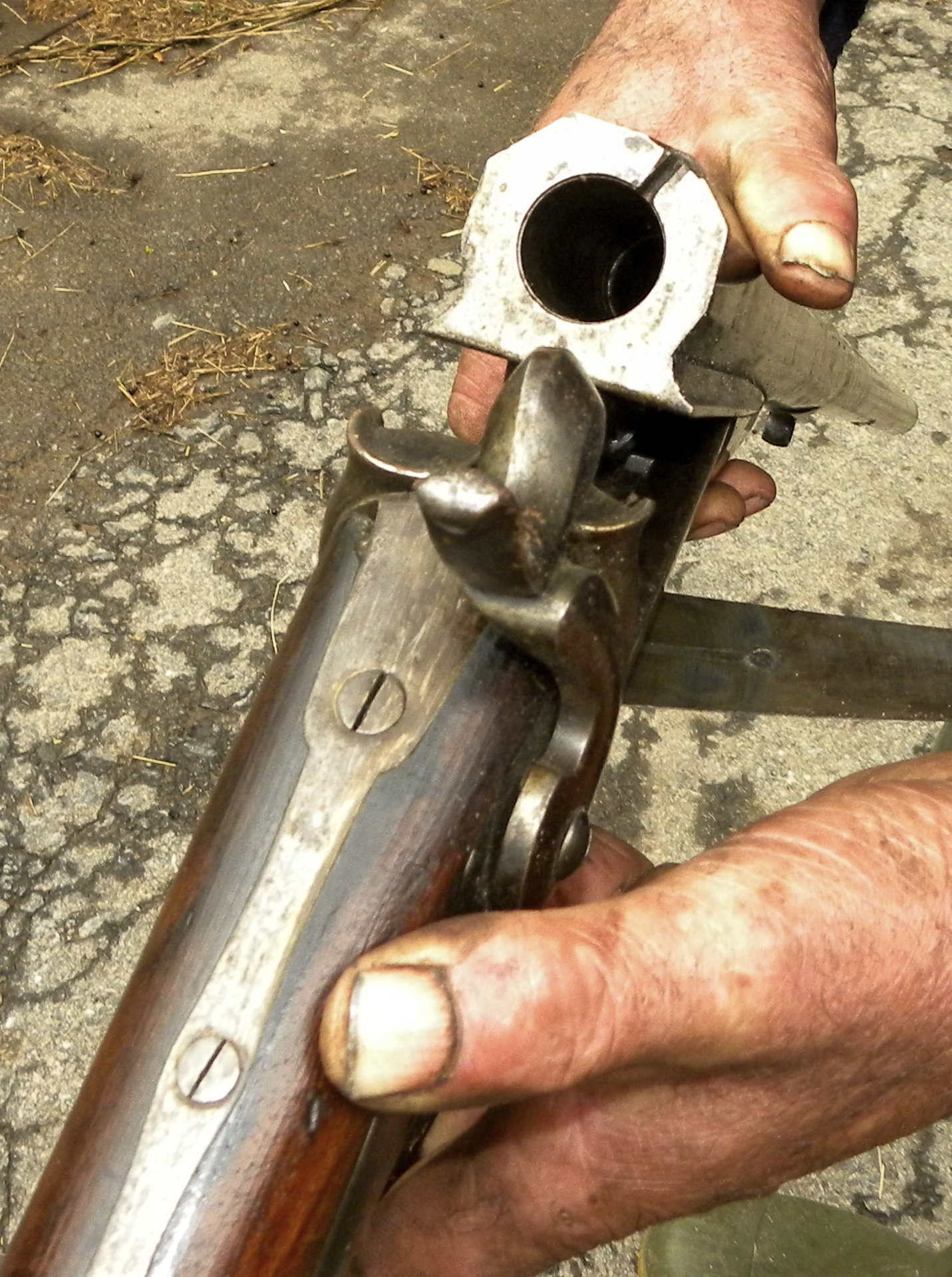
Un fusil de calibre 4, de fabrication Lefaucheux. Les munitions sont du type à broches. À noter l’impressionnante clé de verrouillage, placée en dessous et non au-dessus de la bascule.

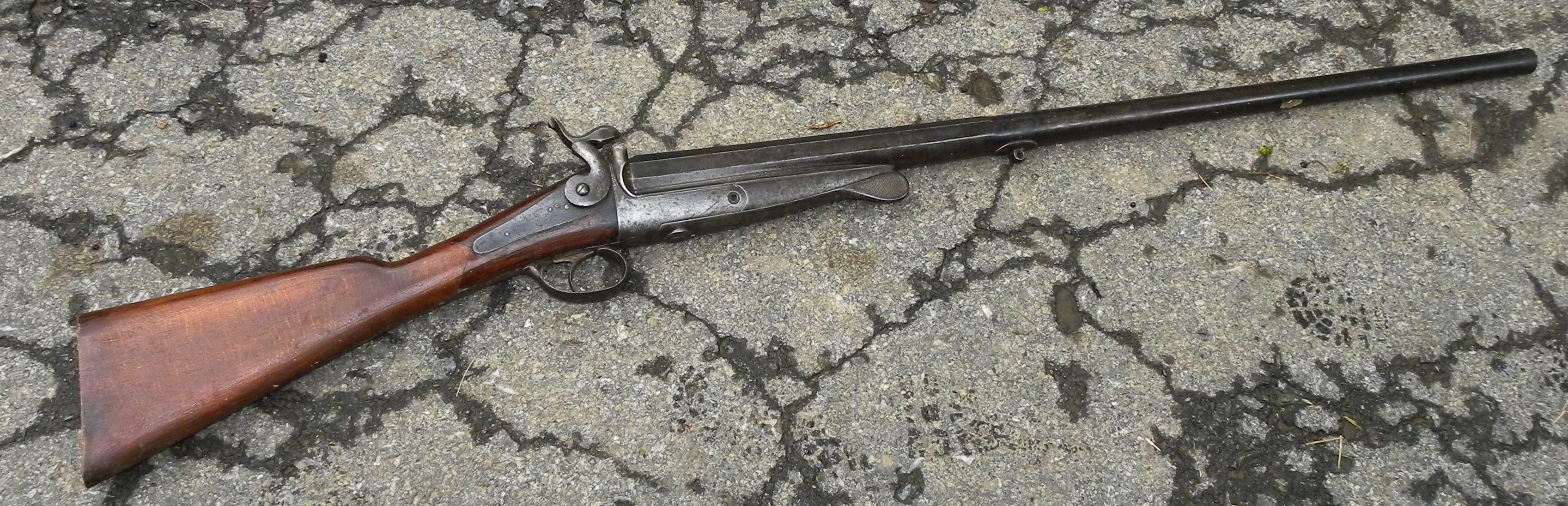
Calibre 4 Lefaucheux.

Le calibre 4 est un calibre utilisé dans les fusils de chasse, mais d'emploi assez rare[réf. nécessaire]. 
La masse de l'arme est en rapport au calibre qui libère un recul particulièrement violent.
Sa masse et son recul ont fait qu'il était notamment utilisé sous le nom de canardière, posé à l'avant d'un canot ou dans un abri (une 'tonne'), pour la chasse aux canards à l'affût.
Ce calibre n'est pratiquement plus utilisé, voire interdit dans certains pays[réf. nécessaire][Où ?].